# 前沢駅
前沢駅（まえさわえき）は、岩手県奥州市前沢字三日町浦にある、東日本旅客鉄道（JR東日本）東北本線の駅である。
東北新幹線開業前は急行「いわて」「もりおか」などの急行列車が停車していた。

## 歴史
- 1890年（明治23年）11月1日：開業[2][3]。
- 1893年（明治26年）3月16日：電報の取り扱いを開始[4]。
- 1972年（昭和47年）3月15日：貨物の取り扱いを廃止[3]。
- 1985年（昭和60年）3月14日：荷物の扱いを廃止[3]。
- 1987年（昭和62年）4月1日：国鉄分割民営化により、JR東日本の駅となる[3]。
- 2004年（平成16年）4月1日：一ノ関駅所属前沢在勤駅員の配置を廃止し、業務委託化。
- 2005年（平成17年）12月10日：新駅舎・東西交流通路（ぽっぽ）が完成[新聞 1]。
- 2014年（平成26年）9月30日：みどりの窓口の営業を終了[新聞 2]。
- 2024年（令和6年）10月1日：えきねっとQチケのサービスを開始[1][報道 1]。
- 2025年（令和7年）
  - 3月14日：出札窓口の営業を終了[新聞 3]。自動券売機を撤去[新聞 3]。
  - 3月15日：終日無人化[5][6][新聞 3]。

## 駅構造

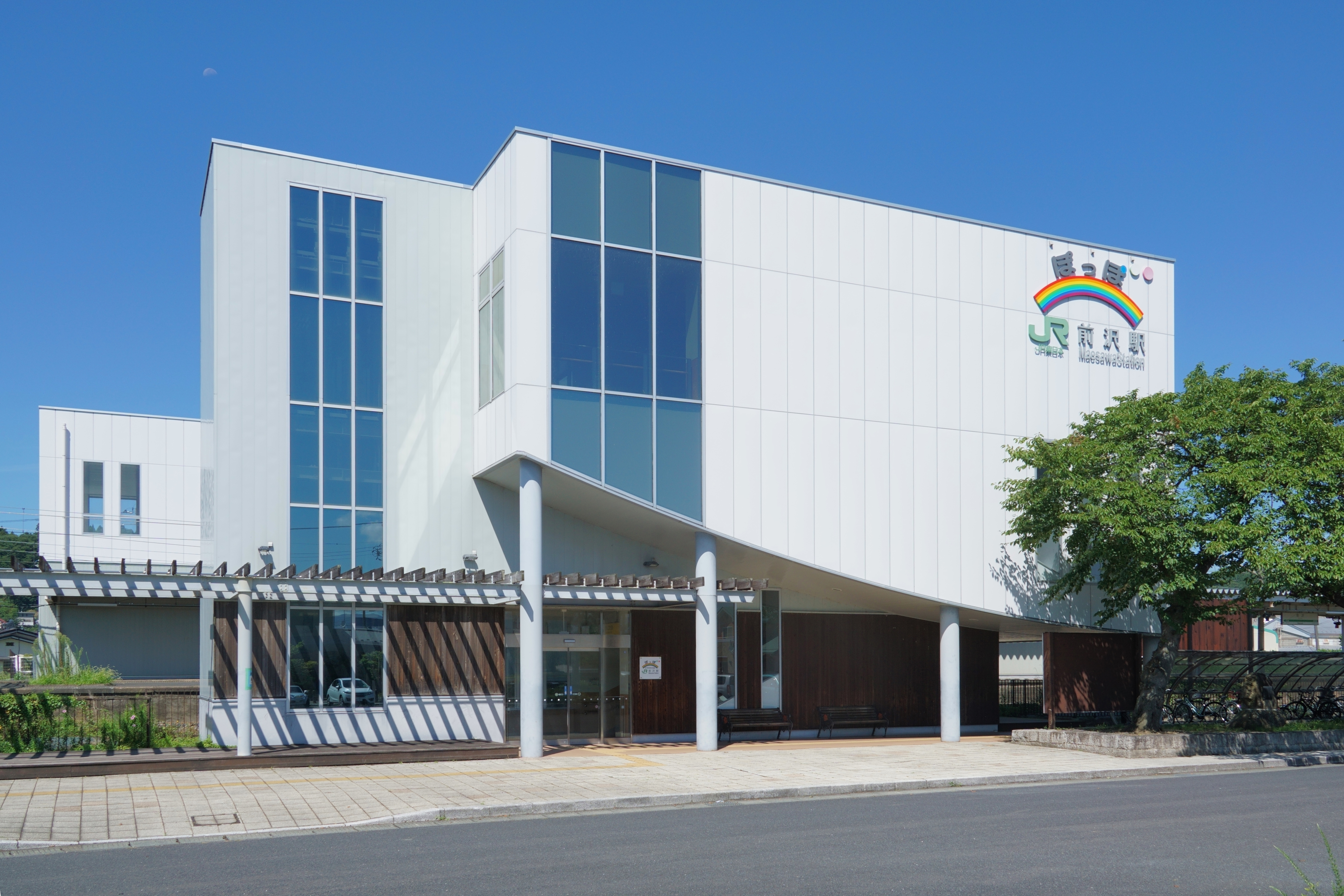
東口（2025年8月）

単式ホーム1面1線と島式ホーム1面2線、計2面3線のホームを持つ地上駅である。普通列車停車中に貨物列車を先行させる、平泉方面の臨時列車を折り返すといったことがある。
2005年（平成17年）12月10日より、鉄道で寸断された東西の交流を目的に進められてきた東西交流通路（愛称・ぽっぽ）と同時に新しい橋上駅舎が旧駅舎南側に完成し、駅とぽっぽに計4基のエレベーターが設置された。これによって駅東側にあるイオン前沢店へ直接行けるようになり、大幅な時間短縮となった。旧駅舎跡地は公園として整備された。
一ノ関駅管理の無人駅。

### のりば
| 番線 | 路線      | 方向                     | 行先                     |
| ---- | --------- | ------------------------ | ------------------------ |
| 1    | ■東北本線 | 下り                     | 水沢・盛岡方面           |
| 2    | ■東北本線 | （上下ともに一部の列車） | （上下ともに一部の列車） |
| 3    | ■東北本線 | 上り                     | 一ノ関方面               |

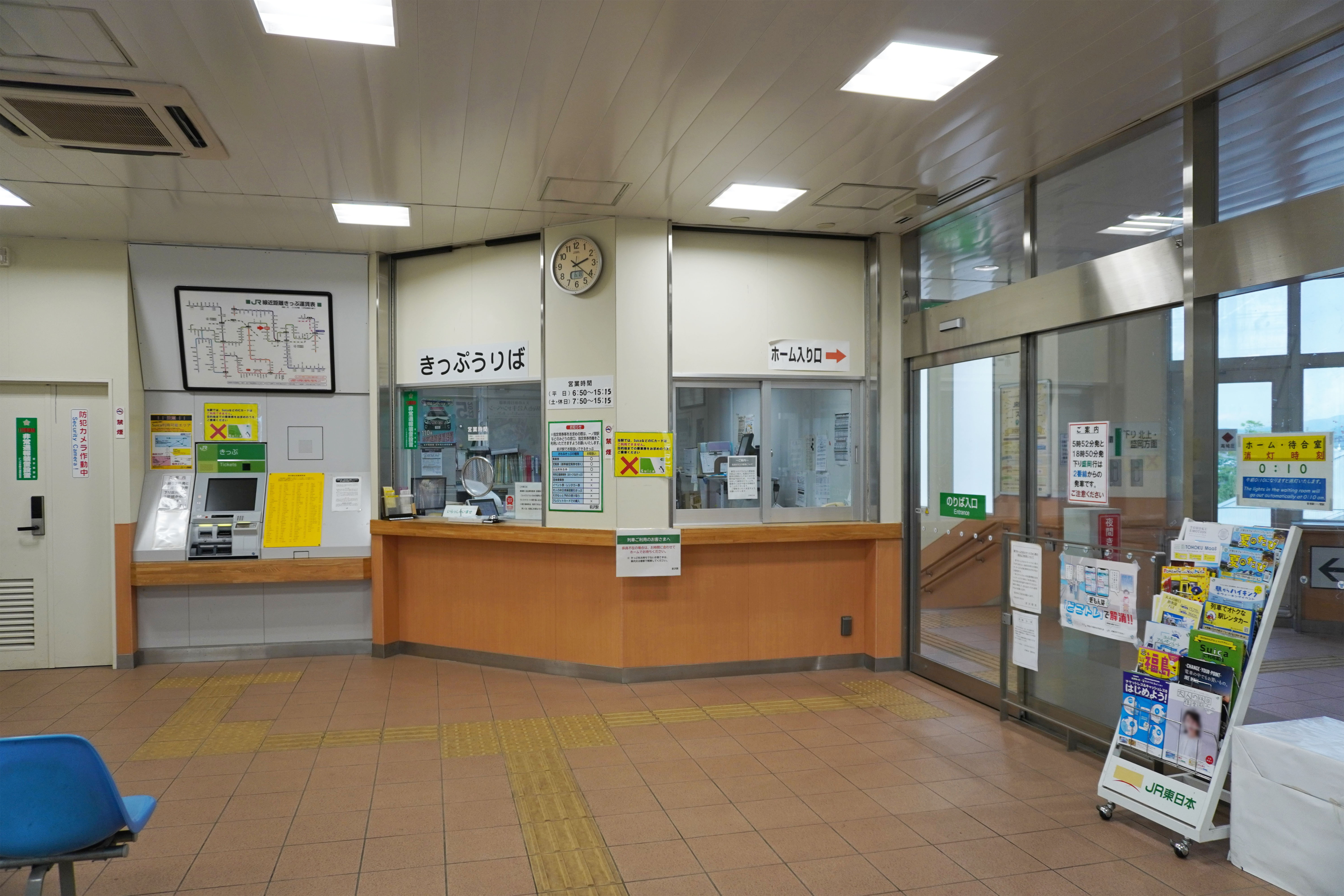
改札口ときっぷ売り場（2023年6月）
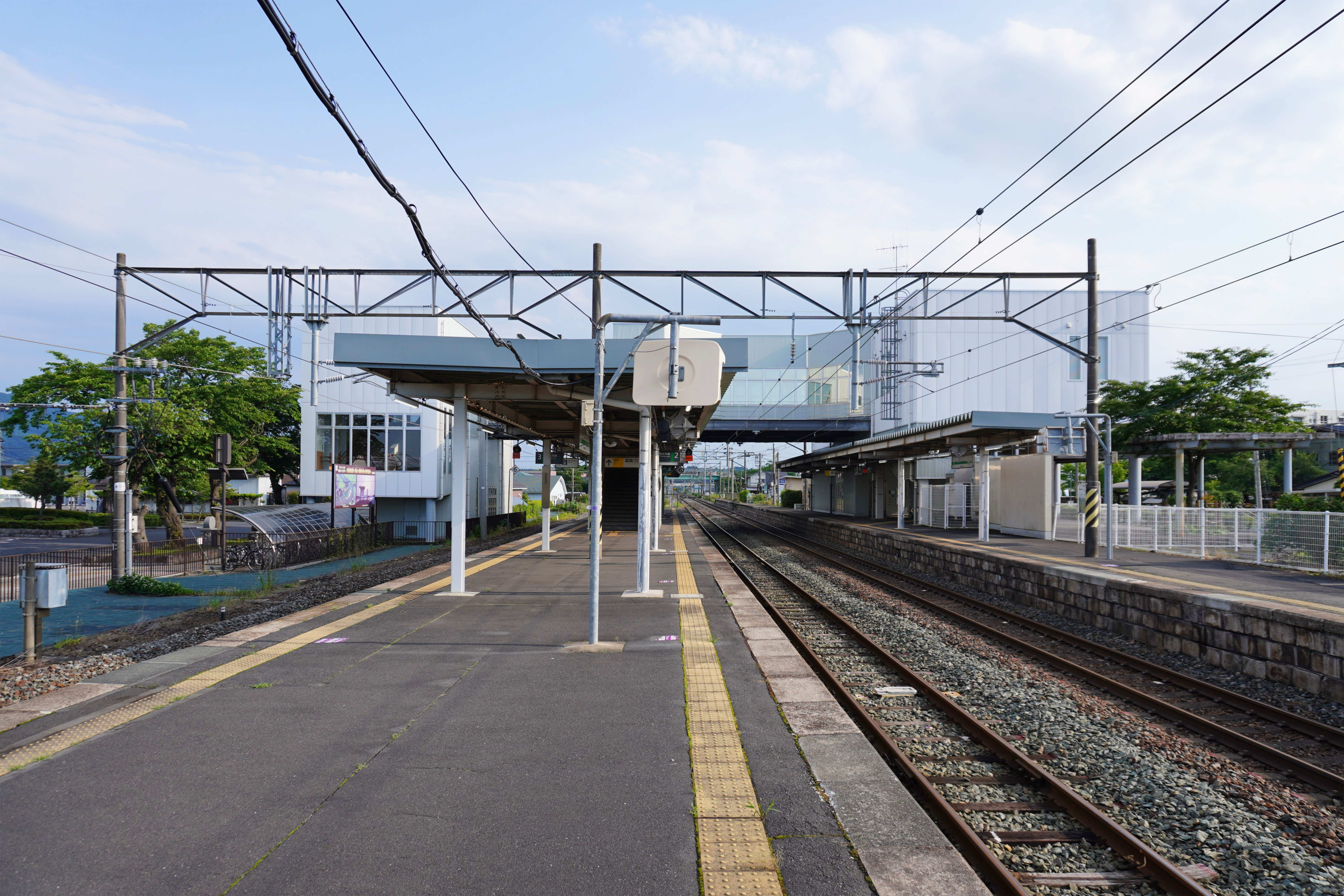
ホーム（2023年6月）

## 利用状況
JR東日本によると、2023年度（令和5年度）の1日平均乗車人員は489人である。
2000年度（平成12年度）以降の推移は以下のとおりである。
| 1日平均乗車人員推移 | 1日平均乗車人員推移 | 1日平均乗車人員推移 | 1日平均乗車人員推移 | 1日平均乗車人員推移 |
| 年度                | 定期外              | 定期                | 合計                | 出典                |
| ------------------- | ------------------- | ------------------- | ------------------- | ------------------- |
| 2000年（平成12年）  |                     |                     | 716                 | [ 利用客数 2 ]      |
| 2001年（平成13年）  |                     |                     | 668                 | [ 利用客数 3 ]      |
| 2002年（平成14年）  |                     |                     | 637                 | [ 利用客数 4 ]      |
| 2003年（平成15年）  |                     |                     | 594                 | [ 利用客数 5 ]      |
| 2004年（平成16年）  |                     |                     | 581                 | [ 利用客数 6 ]      |
| 2005年（平成17年）  |                     |                     | 618                 | [ 利用客数 7 ]      |
| 2006年（平成18年）  |                     |                     | 637                 | [ 利用客数 8 ]      |
| 2007年（平成19年）  |                     |                     | 639                 | [ 利用客数 9 ]      |
| 2008年（平成20年）  |                     |                     | 611                 | [ 利用客数 10 ]     |
| 2009年（平成21年）  |                     |                     | 596                 | [ 利用客数 11 ]     |
| 2010年（平成22年）  |                     |                     | 616                 | [ 利用客数 12 ]     |
| 2011年（平成23年）  |                     |                     | 585                 | [ 利用客数 13 ]     |
| 2012年（平成24年）  | 168                 | 392                 | 560                 | [ 利用客数 14 ]     |
| 2013年（平成25年）  | 161                 | 374                 | 535                 | [ 利用客数 15 ]     |
| 2014年（平成26年）  | 153                 | 368                 | 522                 | [ 利用客数 16 ]     |
| 2015年（平成27年）  | 152                 | 368                 | 521                 | [ 利用客数 17 ]     |
| 2016年（平成28年）  | 155                 | 390                 | 546                 | [ 利用客数 18 ]     |
| 2017年（平成29年）  | 155                 | 367                 | 522                 | [ 利用客数 19 ]     |
| 2018年（平成30年）  | 149                 | 357                 | 507                 | [ 利用客数 20 ]     |
| 2019年（令和元年）  | 145                 | 362                 | 508                 | [ 利用客数 21 ]     |
| 2020年（令和02年）  | 82                  | 373                 | 456                 | [ 利用客数 22 ]     |
| 2021年（令和03年）  | 84                  | 387                 | 472                 | [ 利用客数 23 ]     |
| 2022年（令和04年）  | 100                 | 378                 | 479                 | [ 利用客数 24 ]     |
| 2023年（令和05年）  | 119                 | 370                 | 489                 | [ 利用客数 1 ]      |

## 駅周辺
旧・前沢町の中心地に位置する。
- 奥州市役所前沢総合支所
- お物見公園
- イオン前沢店[2]
- 北日本銀行 前沢支店
- 前沢郵便局

## バス路線
前沢駅東口
- 奥州市衣川バス「星空号」※平日のみ運行
  - 衣里線：イオン前沢行き／衣川古戸行き

前沢駅口
- 岩手県交通
  - 美希病院線：美希病院行き ※月曜日運休

三日町
- 岩手県交通
  - 水沢前沢線：イオン前沢行き／水沢駅前行き

## 隣の駅
東日本旅客鉄道（JR東日本）
■東北本線
平泉駅 - 前沢駅 - 陸中折居駅

### 記事本文

#### 報道発表資料
1. ↑  「Suicaエリア外もチケットレスで! 東北エリアから「えきねっとQチケ」がはじまります (PDF)」（プレスリリース）、東日本旅客鉄道、2024年7月11日。2024年8月1日閲覧。

#### 新聞記事
1. 1 2 3  「東西の縁結ぶ交流通路 JR前沢駅で開通式 新しい駅舎もスタート」『岩手日報』岩手日報社、2005年12月11日、19面。
2. ↑  「JR2駅 一部切符扱い中止」『読売新聞』読売新聞社、2014年10月17日、朝刊、33面。
3. 1 2 3  「JR前沢駅も完全無人化へ 奥州市、待合室の空調停止に反発」『胆江日日新聞』2025年1月24日。オリジナルの2025年1月30日時点におけるアーカイブ。2025年2月2日閲覧。

### 利用状況
1. 1 2  「各駅の乗車人員 2023年度 101位以下（6）| 企業サイト：JR東日本」東日本旅客鉄道。2025年7月12日閲覧。
2. ↑  「JR東日本：各駅の乗車人員（2000年度）」東日本旅客鉄道。2025年7月12日閲覧。
3. ↑  「JR東日本：各駅の乗車人員（2001年度）」東日本旅客鉄道。2025年7月12日閲覧。
4. ↑  「JR東日本：各駅の乗車人員（2002年度）」東日本旅客鉄道。2025年7月12日閲覧。
5. ↑  「JR東日本：各駅の乗車人員（2003年度）」東日本旅客鉄道。2025年7月12日閲覧。
6. ↑  「JR東日本：各駅の乗車人員（2004年度）」東日本旅客鉄道。2025年7月12日閲覧。
7. ↑  「JR東日本：各駅の乗車人員（2005年度）」東日本旅客鉄道。2025年7月12日閲覧。
8. ↑  「JR東日本：各駅の乗車人員（2006年度）」東日本旅客鉄道。2025年7月12日閲覧。
9. ↑  「JR東日本：各駅の乗車人員（2007年度）」東日本旅客鉄道。2025年7月12日閲覧。
10. ↑  「JR東日本：各駅の乗車人員（2008年度）」東日本旅客鉄道。2025年7月12日閲覧。
11. ↑  「JR東日本：各駅の乗車人員（2009年度）」東日本旅客鉄道。2025年7月12日閲覧。
12. ↑  「JR東日本：各駅の乗車人員（2010年度）」東日本旅客鉄道。2025年7月12日閲覧。
13. ↑  「JR東日本：各駅の乗車人員（2011年度）」東日本旅客鉄道。2025年7月12日閲覧。
14. ↑  「JR東日本：各駅の乗車人員（2012年度）」東日本旅客鉄道。2025年7月12日閲覧。
15. ↑  「各駅の乗車人員 2013年度 ベスト100以外（7）：JR東日本」東日本旅客鉄道。2025年7月12日閲覧。
16. ↑  「各駅の乗車人員 2014年度 ベスト100以外（7）：JR東日本」東日本旅客鉄道。2025年7月12日閲覧。
17. ↑  「各駅の乗車人員 2015年度 ベスト100以外（7）：JR東日本」東日本旅客鉄道。2025年7月12日閲覧。
18. ↑  「各駅の乗車人員 2016年度 ベスト100以外（7）：JR東日本」東日本旅客鉄道。2025年7月12日閲覧。
19. ↑  「各駅の乗車人員 2017年度 ベスト100以外（7）：JR東日本」東日本旅客鉄道。2025年7月12日閲覧。
20. ↑  「各駅の乗車人員 2018年度 ベスト100以外（7）：JR東日本」東日本旅客鉄道。2025年7月12日閲覧。
21. ↑  「各駅の乗車人員 2019年度 ベスト100以外（7）：JR東日本」東日本旅客鉄道。2025年7月12日閲覧。
22. ↑  「各駅の乗車人員 2020年度 101位以下（6）| 企業サイト：JR東日本」東日本旅客鉄道。2025年7月12日閲覧。
23. ↑  「各駅の乗車人員 2021年度 101位以下（6）| 企業サイト：JR東日本」東日本旅客鉄道。2025年7月12日閲覧。
24. ↑  「各駅の乗車人員 2022年度 101位以下（6）| 企業サイト：JR東日本」東日本旅客鉄道。2025年7月12日閲覧。